# Drömmar (musikalbum)
Drömmar är Drömhus debutalbum, utgivet 1998. Coverlåten "Vill ha dig" hamnade på singellistans första plats.

## Låtlista
1. Intro	– 0:56
2. Du och jag –3:55
3. I mina drömmar – 3:36
4. Ge upp – 3:25
5. Känslorna finns kvar – 4:06
6. Vill ha dig – 3:43
7. Försent – 3:25
8. Varmare – 3:43
9. Om igen – 3:15
10. Drömhus party megamix – 4:39
11. I mina drömmar (Inner Joy Remix) – 4:35